# Mælifellssandur
Mælifellssandur är ett sandområde i republiken Island.   Det ligger i regionen Suðurland, i den södra delen av landet, 140 km öster om huvudstaden Reykjavík.